# Hörhag (Gemeinde Altenfelden)
Hörhag ist ein Dorf der Gemeinde Altenfelden in Oberösterreich (Bezirk Rohrbach). Die Ortschaft hat 128 Einwohner (Stand 1. Jänner 2024).

## Geographie
Hörhag liegt im Süden der Gemeinde Altenfelden bzw. im Zentrum der gleichnamigen Katastralgemeinde. Vom rund 2,2 Kilometer nordöstlich gelegenen Marktplatz erreicht man das Dorf Hörhag über die Falkenstein Landesstraße und die Partenstein Bezirksstraße, wobei das Dorf überwiegend westlich der Partenstein Bezirksstraße liegt. Weitere Siedlungsteile liegen nordöstlich am Weg zum Bauernhof Leithenbauer bzw. östlich der Partenstein Bezirksstraße. Hinzu kommen mehrere verstreut liegende Gebäude wie der nördlich gelegene Einzelhof Bauer auf der Oedt. Benachbarte Dörfer sind Unteredt im Süden, Weigert im Westen und Nordwesten, Mairhof im Norden, Atzesberg im Osten und Steinerberg im Südosten.
Für Hörhag, die zweitgrößte Ortschaft der Gemeinde, wurden 2001 insgesamt 31 Gebäude gezählt, wobei 30 Gebäude über einen Hauptwohnsitz verfügten und 46 Wohnungen bzw. 43 Haushalte bestanden. Zudem gab es 12 land- und forstwirtschaftliche Betriebsstätten sowie zwei Arbeitsstellen.

## Geschichte und Bevölkerung
Der Ortsname Hörhag, früher Herhag oder Hörhaag, ist seit 1276 urkundlich überliefert. Die Namensherkunft konnte von Ortsnamenforschern nicht eindeutig geklärt werden, es wird jedoch vermutet, dass die ursprüngliche Bedeutung dem Herren gehörig ist. Das Dorf Hörhag bestand um 1830 aus rund 10 Gebäuden, sieben Bauernhöfen im Zentrum, dem Oedtbauer im Norden, einem Gütl im Südosten (Hörhag Nr. 1) und einem Einzelhaus südlich des Banholz (Hörhag Nr. 12), wobei alle Gebäude heute noch bestehen. Von den sieben Bauernhöfen im Zentrum des Dorfes liegen vier im Norden und drei im Süden, die Fläche dazwischen wurde nach und nach vorwiegend mit Einfamilienhäusern verbaut. Auch nördlich des Gürtl im Süden entstanden zwei Einfamilienhäuser. In Hörhag lebten 1869 119 Menschen in vierzehn Häusern. Bis zum Jahr 1910 erhöhte sich die Einwohnerzahl leicht, wobei in diesem Jahr 122 Einwohner in 16 Häuser gezählt wurden. Alle Einwohner der Ortschaft waren hierbei katholischen Glaubens.